# Swietłaja (Kraj Nadmorski)
Swietłaja – osiedle typu miejskiego w Rosji, w Kraju Nadmorskim. W 2010 roku liczyło 925 mieszkańców.